# Lista över fingerörtarter
Arter i släktet fingerörter (Potentilla) - efter vetenskapligt namn:

## A
- P. acuminata
- P. adpressa
- P. adscharica
- P. alba - Vit fingerört
- P. albiflora
- P. alchemilloides
- P. alpicola
- P. altaica
- P. ambigens
- P. ambigua
- P. anavalensis
- P. andicola
- P. angelliae
- P. anglica - Revig blodrot
- P. anomalifolia
- P. anserina - Gåsörten kallas numera Argentina anserina
- P. apennina
- P. arbuscula
- P. arenaria
- P. argentea - Femfingerört
- P. arguta
- P. argyrophylla
- P. asiatica
- P. astracanica
- P. atrosanguinea - Blodfingerört
- P. aurea - Gullfingerört
- P. australis

## B
- P. basaltica
- P. bidentula
- P. biennis
- P. biflora
- P. bifurca - Spetsfingerört
- P. bimundorum
- P. bipinnatifida
- P. bornmulleri
- P. brachypetala
- P. brassii
- P. brauneana
- P. brauniana
- P. breweri
- P. brevifolia

## C
- P. calabra
- P. canadensis
- P. canescens
- P. carniolica
- P. caulescens
- P. centigrana
- P. chinensis
- P. chrysantha
- P. cinerea
- P. clusiana
- P. collina
- P. concinna
- P. conferta
- P. convallaria
- P. corsica
- P. cottamii
- P. crantzii - Vårfingerört
- P. crassinervia
- P. crinata
- P. crinita
- P. cristae
- P. cryptotaeniae
- P. cuneata

## D
- P. davurica
- P. dealbata
- P. delavayi
- P. delphinensis
- P. deorum
- P. desertorum
- P. detommasii
- P. dickinsii
- P. discolor
- P. dissecta
- P. diversifolia
- P. divina
- P. dombeyi
- P. drummondii

## E
- P. effusa
- P. elegans
- P. erecta - Blodrot
- P. eriocarpa
- P. eriocaulis

## F
- P. fissa
- P. flabellifolia
- P. fragarioides
- P. fragiformis
- P. frigida
- P. fruticosa - tok, numer i släktet Dasiphora
- P. fulgens
- P. furcata

## G
- P. gelida
- P. geoides
- P. glabrata
- P. glandulifera
- P. glandulosa
- P. goldbachii
- P. gracilis
- P. grammopetala
- P. grandiflora
- P. grayi
- P. griffithii
- P. grisea

## H
- P. haynaldiana
- P. heptaphylla - Luddfingerört
- P. hickmanii
- P. hippiana
- P. hirta
- P. hispanica
- P. hololeuca
- P. hooglandii
- P. hookeriana
- P. hubsugulica
- P. hyparctica

## I-J
- P. incana
- P. inclinata
- P. intermedia - Finsk fingerört
- P. jacutica

## K-L
- P. kotschyana
- P. kurdica
- P. laciniosa
- P. lapponica
- P. leuconata
- P. libanotica
- P. lineata
- P. longifolia

## M
- P. macounii
- P. maculata
- P. matsuokana
- P. megalantha
- P. meyeri
- P. micrantha - Späd fingerört
- P. micropetala
- P. microphylla
- P. millefolia
- P. miyabei
- P. montana
- P. montenegrina
- P. moorcroftii
- P. morefieldii
- P. multifida - Mångfingerört
- P. multifoliata
- P. multijuga
- P. multisecta

## N
- P. nana
- P. nepalensis - Indisk fingerört
- P. neumanniana
- P. nevadensis
- P. newberryi
- P. nicici
- P. nipponica
- P. nitida - Glansfingerört
- P. nivalis
- P. nivea - Lappfingerört
- P. norvegica - Norsk fingerört
- P. nuttallii

## O
- P. oblanceolata
- P. orientalis
- P. ornithopoda
- P. ovina

## P
- P. palustris - Kråkklöver, återförd till Comarum palustre L.
- P. pamirica
- P. pamiroalaica
- P. papuana
- P. paradoxa
- P. parvifolia
- P. patula
- P. pectinisecta
- P. pedata
- P. peduncularis
- P. pensylvanica
- P. pimpinelloides
- P. plattensis
- P. polyphylla
- P. praestans
- P. propinqua
- P. pseudosericea
- P. pulchella
- P. pulcherrima
- P. pulvinaris
- P. purpurea
- P. pycnophylla
- P. pyrenaica

## R
- P. recta - Styv fingerört
- P. reptans - Revfingerört
- P. reuteri
- P. rimicola
- P. rivalis
- P. robbinsiana - Raggfingerört
- P. rubella
- P. rubida
- P. rubricaulis
- P. rupestris - Trollfingerört
- P. rupincola

## S
- P. salesoviana
- P. sanguisorbifolia
- P. saundersiana
- P. saxifraga
- P. saxosa
- P. scopulorum
- P. sericea
- P. sibbaldi
- P. sierrae-blancae
- P. simplex
- P. sino-nivea
- P. speciosa
- P. spectabilis
- P. splendens
- P. sterilis - Smultronfingerört
- P. stipularis
- P. subjuga
- P. subviscosa
- P. suffruticosa
- P. sumatrana
- P. supina

## T
- P. tabernaemontani - Småfingerört
- P. tephroleuca
- P. thurberi
- P. thuringiaca - Tysk fingerört
- P. thyrsiflora
- P. tommasiniana
- P. tormentilla
- P. transcaspica
- P. tridentata

## U-W
- P. umbrosa
- P. uniflora
- P. vahliana
- P. valderia
- P. verna
- P. wheeleri
- P. villosa
- P. virgata
- P. visianii